# Rak (astrologija)
Rak (♋︎) je četrto astrološko znamenje v zodiaku, ki izvira iz ozvezdja Raka. Razteza se od 90 ° do 120 ° nebesne dolžine. Pod tropskim zodiakom Sonce prehaja to območje med približno 22. junijem in 22. julijem, pod sideralnim zodiakom pa Sonce prehaja med približno 21. julijem in 9. avgustom.
V astrologiji je rak glavno znamenje vodnega trigona, ki ga sestavljajo rak, ribi in škorpijon. Je eno od šestih negativnih znamenj. Njegov vladajoči planet pa je Luna. Čeprav so v nekaterih upodobitvah raka jastog ali rak, znak najpogosteje predstavlja rak, ki temelji na Karkinovih.

## Zgodovina astrologije
Rak je četrto znamenje zodiaka, v katerega Sonce vstopi ob poletnem solsticiju na severni polobli, približno 21. junija. Tisti, ki so rojeni od približno 21. junija do 22. julija (odvisno od leta), so rojeni pod rakom. Posamezniki, rojeni v teh datumih, so lahko glede na to, kateri astrološki sistem so, imenovani "raki". Rak je severno znamenje, njegovo nasprotno znamenje pa je kozorog. 
Voda je element, povezan z rakom, in skupaj s škorpijonom in ribami tvori vodni trigon. Vodni trigon je eden od štirih trikotnih elementov v zodiaku, ostali trije pa so ogenj, zemlja in zrak. Trigon naj bi vplival na zemeljske spremembe. Rak naj bi bil hiša Neptuna in vzvišenost Jupitra Njen vladajoči planet je Luna.

### Mitologija
V hindujski astrologiji se znamenje raka imenuje Karka, njegov gospodar pa je Luna. Božanske asociacije na raka v renesančni astrologiji so Luna in Diana. Obe boginji predstavljata Luno, vladajoči planet Raka.

### Zgodnja zgodovina
"Rak" je starodavna beseda indoevropskega izvora, ki izhaja iz korena, ki pomeni "praskati". [16] V starem Egiptu je bilo znamenje raka zamišljeno kot hrošč skarabej, v Mezopotamiji pa ga je predstavljala želva. V obeh primerih je bilo zaznavanje živalskega predstavnika znaka »potiskanje« sonca čez nebesa in sprožitev poletnega solsticija.
V sodobnem času je bilo to znanstveno latinsko ime rodu za "rakovice", čeprav je bilo v klasični uporabi opisano za številne vrste školjk. Po grškem mitu simbol raka temelji na Karkinosu (grško: "rak"), zdrobljeni so bili pod Herkulovo nogo, katere ostanke je na nebo postavila Hera, ki tvori ozvezdje raka. V rimskih različicah zgodbe je Juno - Herin nasprotnik v rimski mitologiji - tisti, ki rakovico postavi na nebo. [17] Naravoslovec Richard Hinckley Allen je leta 1899 Raka označil za "najbolj neopazno figuro v zodiaku".

## Umetnost
V srednjem veku je bil zodiakalni simbol raka vključen v nabožne knjige in vključen v monumentalne skulpture. Upodobitev Raka je najbolj razširjena v sredozemski in zahodnoevropski umetnosti.
V Raju se Dante Alighieri sklicuje na Raka in piše:
Nato se je luč med njimi razsvetlila,

Torej, če bi imel rak takšen kristal,

Zima bi imela mesec enega samega dne.— Dante Alighieri, Raj, Božanska komedija
Simbol raka je upodobljen tudi v skulpturi Agostina di Duccia Pogled na Rimini pod znamenjem raka (1450). Na freski Giorgia Vasarija, Zbornice sreče, je rak predstavljen v severnem predelu stropa, na sliki Diane, ki drži luno skupaj z rakom.